# Anguilla mossambica
Anguilla mossambica är en fiskart som först beskrevs av Peters 1852.  Anguilla mossambica ingår i släktet Anguilla och familjen egentliga ålar. Inga underarter finns listade i Catalogue of Life.